# Acanthosepion aculeatum
Acanthosepion aculeatum (лат.) — вид головоногих из рода Acanthosepion семейства настоящие каракатицы отряда каракатицы.
Достигают половой зрелости при длине 9,5 см. Средняя длина взрослых особей 10-12, максимальная 23 см. Максимальный зарегистрированный вес 1,3 кг. Обитает в Индо-Западной части Тихого океана от Южной Индии до Японии и Филиппин. Донное животное, встречается на глубине от 0 до 60 м. Безвреден для человека и является объектом коммерческого промысла. Для оценки охранного статуса недостаточно данных.